# Zhurong (rover)
Zhurong (em chinês:  祝融) é um rover de Marte que é o primeiro rover da China a pousar em outro planeta. É parte da missão Tianwen-1 a Marte conduzida pela Administração Espacial Nacional da China (CNSA).
A espaçonave foi lançada em 23 de julho de 2020 e inserida na órbita marciana em 10 de fevereiro de 2021. O módulo de pouso, carregando o rover, realizou um pouso suave em Marte em 14 de maio de 2021, tornando a China o segundo país que pousou suavemente uma espaçonave em Marte e estabeleceu comunicações da superfície, depois dos Estados Unidos. Zhurong foi implantado com sucesso em 22 de maio de 2021, 02:40 UTC.

## Nome
Zhurong recebeu o nome de uma figura mito-histórica chinesa geralmente associada ao fogo e à luz, já que Marte é chamado de "o Planeta do Fogo" (em chinês:  火星) na China e em alguns outros países do Leste Asiático. Ele foi selecionado por uma votação online pública realizada entre 20 de janeiro de 2021 e 28 de fevereiro de 2021, com Zhurong ocupando o primeiro lugar com 504.466 votos. O nome foi escolhido com o significado de "acender o fogo da exploração interestelar na China e simbolizar a determinação do povo chinês em explorar as estrelas e descobrir desconhecidos no universo".

## História

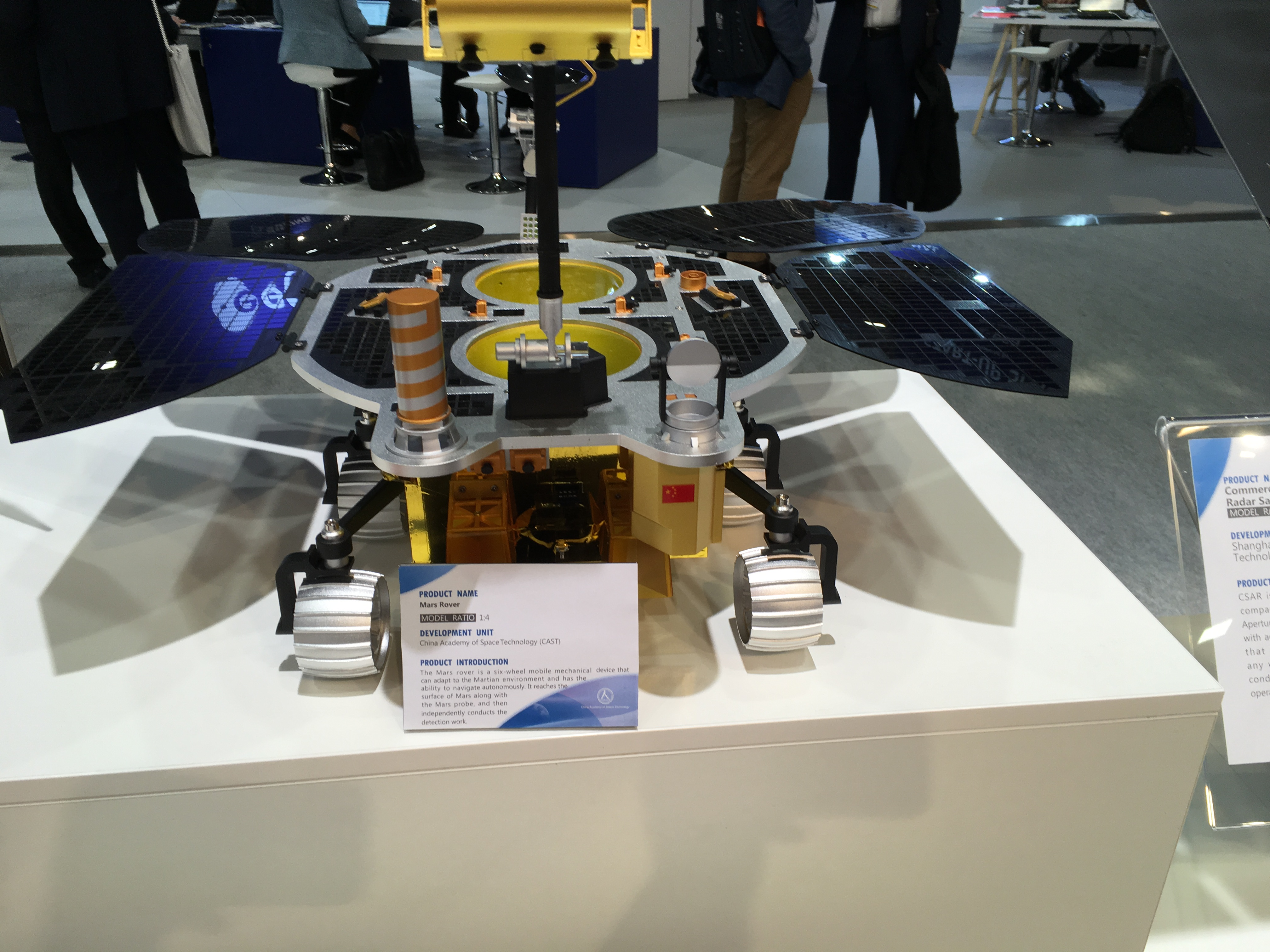
Maquete do rover Zhurong no 69º Congresso Internacional de Astronáutica

A China iniciou sua primeira tentativa de exploração interplanetária em 2011, enviando Yinghuo-1, um orbitador de Marte, em uma missão conjunta com a Rússia. Ele não deixou a órbita da Terra devido a uma falha do veículo de lançamento russo.
O primeiro modelo do futuro rover de Marte foi exibido em novembro de 2014 na 10ª Exposição Internacional de Aviação e Aeroespacial da China. Ele tinha uma aparência semelhante ao rover lunar Yutu, que se posicionou na lua.
Em 22 de abril de 2016, Xu Dazhe, chefe do CNSA, anunciou que a missão Marte havia sido aprovada em 11 de janeiro de 2016. Uma sonda seria enviada à órbita marciana e tentaria pousar em Marte em 2020.
Em 23 de agosto de 2016, a China revelou as primeiras imagens da versão final das naves espaciais da missão de Marte, que confirmaram a composição de um orbitador, módulo de pouso e rover de Marte em uma missão.
Os objetivos científicos e cargas úteis da missão Marte foram declarados em um artigo publicado no Journal of Deep Space Exploration em dezembro de 2017.
Em 24 de abril de 2020, o programa de exploração interplanetário da China foi formalmente anunciado pela CNSA, junto com o nome Tianwen e um emblema do programa. A primeira missão do programa, a missão a Marte a ser realizada em 2020, foi batizada de Tianwen-1.
Em 24 de abril de 2021, em antecipação à próxima tentativa de pouso, a CNSA anunciou formalmente que o rover se chamaria Zhurong (em chinês:  祝融号).

## Seleção da área de pouso
A área de pouso foi determinada com base em dois critérios:
- Viabilidade de engenharia, incluindo latitude, altitude, declive, condição da superfície, distribuição de rocha, velocidade do vento local, requisitos de visibilidade durante o processo EDL.
- Objetivos científicos, incluindo geologia, estrutura do solo e distribuição de gelo de água, elementos de superfície, distribuição mineral e rochosa, detecção de campo magnético.

Duas áreas foram pré-selecionadas na próxima etapa: Chryse Planitia e Utopia Planitia.

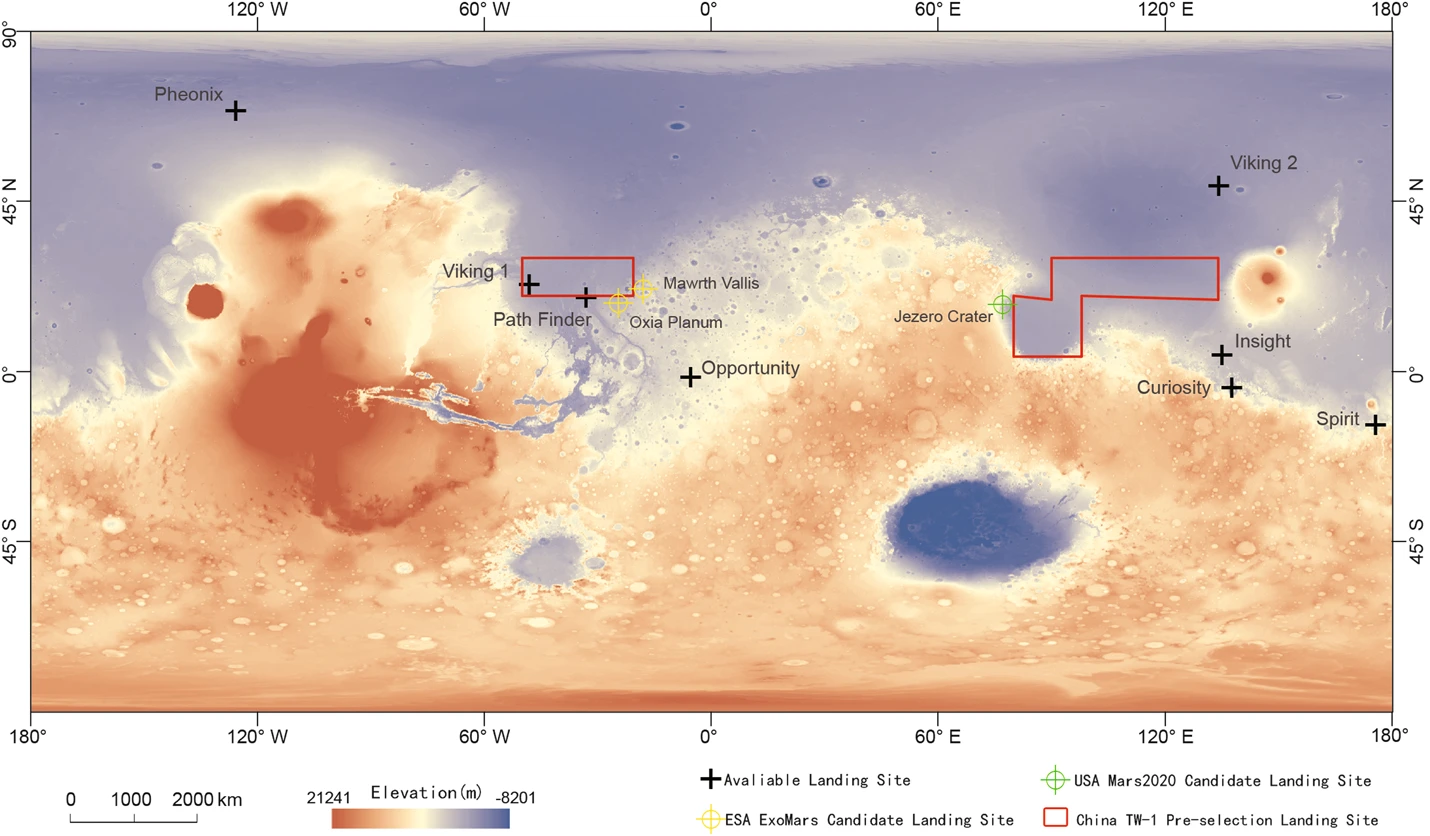
Os dois candidatos a locais de pouso da missão Tianwen-1 são delimitados por linhas vermelhas no mapa marciano. O da esquerda está localizado em Chryse Planitia e o da direita em Utopia Planitia.

O candidato em Utopia Planitia foi mais favorecido pela equipe devido às maiores chances de encontrar provas sobre a existência de um antigo oceano na parte norte de Marte.

## Linha do tempo da missão
Tianwen-1, junto com o rover Zhurong, foi lançado às 12:41 UTC+8 em 23 de julho de 2020, a partir do local de lançamento da espaçonave Wenchang por um foguete pesado levantado Longa Marcha 5.
Após uma jornada de 202 dias pelo espaço interplanetário, Tianwen-1 inseriu-se na órbita marciana em 10 de fevereiro de 2021, tornando-se assim o primeiro orbitador de Marte da China.
Em 14 de maio de 2021, o módulo de pouso e o rover Zhurong separaram-se do orbitador de Tianwen-1. Depois de experimentar a entrada atmosférica de Marte que durou cerca de nove minutos, a sonda e o rover fizeram um pouso suave com sucesso no Utopia Planitia, usando uma combinação de aeroshell, pára-quedas e retrorocket.
Depois de estabelecer uma comunicação estável com o rover, a CNSA divulgou suas primeiras fotos da superfície de Marte em 19 de maio de 2021.
Em 22 de maio de 2021, às 10:10 AM no horário de Pequim (02:40 GMT), Zhurong dirigiu de sua plataforma de pouso até a superfície de Marte, iniciando sua missão de exploração.
Em 11 de junho de 2021, a CNSA divulgou o primeiro lote de imagens científicas da superfície de Marte, incluindo uma imagem panorâmica tirada por Zhurong e uma foto colorida de grupo de Zhurong e da sonda Tianwen-1 tirada por uma câmera sem fio colocada em solo marciano. A imagem panorâmica é composta por 24 fotos únicas tiradas pelo NaTeCam antes do rover ser implantado na superfície marciana. A imagem revela que a topografia e a abundância de rochas perto do local de pouso foram consistentes com as previsões anteriores do cientista sobre as características típicas do sul do Utopia Planitia com rochas pequenas, mas extensas, padrões de ondas brancas e vulcões de lama.

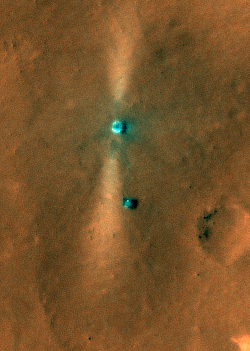
Rover e módulo de pouso capturados pela HiRISE do MRO da NASA em 6 de junho de 2021

Em 27 de Junho de 2021, CNSA divulgou imagens e vídeos de processo EDL 's Zhurong e movimento na superfície marciana, incluindo um clipe de sons feitos por Zhurong registrado por seu instrumento, Mars Climatic Station (MCS).
Em 11 de julho de 2021, a CNSA também anunciou que Zhurong havia viajado mais de 410 metros (1 300 pé) na superfície marciana.
Em 12 de julho de 2021, Zhurong visitou o pára-quedas e o backshell caiu na superfície marciana durante sua aterrissagem em 14 de maio.
Em 15 de agosto de 2021, Zhurong havia oficialmente concluído suas tarefas de exploração planejadas e continuará a dirigir em direção à parte sul de Utopia Planitia, onde pousou.

## Galeria

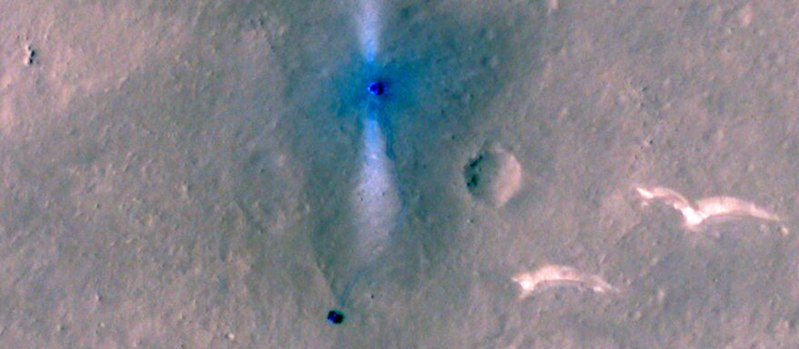
O rover Zhurong e o módulo de pouso Tianwen-1 vistos pelo MRO em 11 de junho de 2021.